# Hrabstwo Hale (Alabama)

Piramida wieku hrabstwa

Hrabstwo Hale – hrabstwo w stanie Alabama w USA. Populacja liczy 15760 mieszkańców (stan według spisu z 2010 roku).
Powierzchnia hrabstwa to 1700 km². Gęstość zaludnienia wynosi 9,4 osób/km².

## Miejscowości
- Akron
- Greensboro
- Moundville
- Newbern